# سیارک ۹۸۸۲۵
سیارک ۹۸۸۲۵ (به انگلیسی: 98825 Maryellen، نامگذاری:2000YF139) نود و هشت هزار و هشتصد و بیست و پنجمین سیارک کشف شده‌است که در ۲۷ دسامبر ۲۰۰۰ کشف شد.